# Eskorta

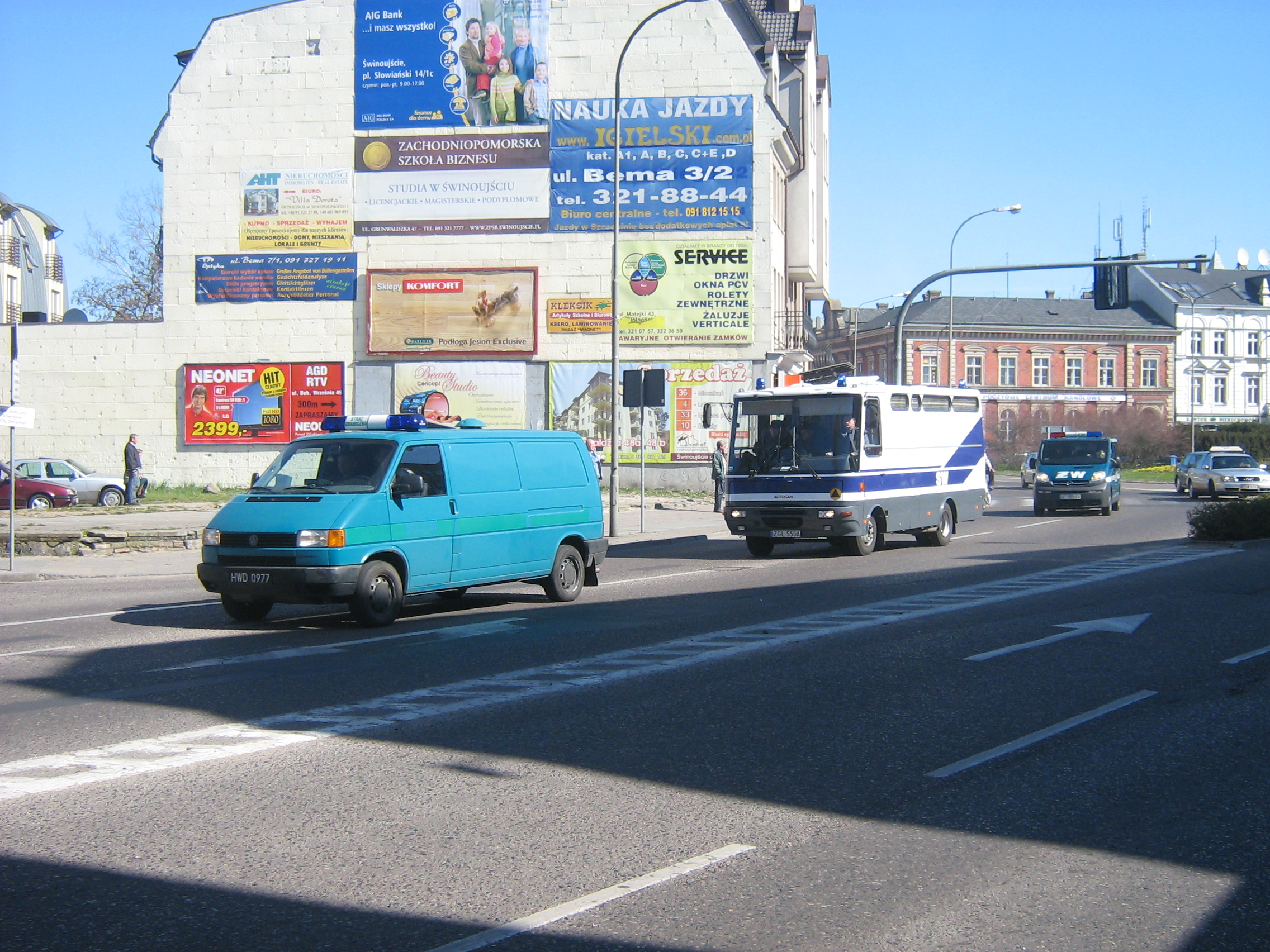
Więźniowie w Świnoujściu eskortowani przez Straż Graniczną i Żandarmerię Wojskową

Eskorta – oddział składający się z dowódcy (oficera lub podoficera) i szeregowych żołnierzy (żandarmów, policjantów) mający za zadanie odprowadzanie w określone miejsce jeńców wojennych, aresztantów, dezerterów, rannych i chorych. Po wykonaniu zadania oddział powraca do macierzystej jednostki.